# Thomas von Randow
Thomas von Randow (n. 26 decembrie 1921, Breslau, Reich-ul German – d. 29 iulie 2009, Hamburg, Germania) a fost un matematician și jurnalist german care a publicat puzzle-uri matematice și logice sub pseudonimul Zweistein în rubrica "Logelei" din săptămânalul Die Zeit. (După 2005 rubrica și pseudonimul său au fost continuate de Bernhard Seckinger și Immanuel Halupczok.)

## Publicații
Multe din puzzle-urile sale logice au fost publicate în următoarele cărți:
- 99 Logeleien von Zweistein. Christian Wegner, Hamburg 1968
- Neue Logeleien von Zweistein. Hoffmann und Campe, Hamburg 1976
- Logeleien für Kenner. Hoffmann und Campe, Hamburg 1975
- 88 neue Logeleien. Nymphenburger, München 1983
- 87 neue Logeleien. Rasch und Röhring, Hamburg 1985
- Weitere Logeleien von Zweistein. Deutscher Taschenbuchverlag (dtv), München 1985, ISBN 3-485-00446-4
- Zweisteins Zahlenmagie. Mathematisches und Mystisches über einen abstrakten Gebrauchsgegenstand. Von Eins bis Dreizehn. Illustrationen von Gerhard Gepp. Christian Brandstätter, Wien 1993, ISBN 3854474814
- Zweisteins Zahlen-Logeleien. Insel, Frankfurt am Main und Leipzig 1993, ISBN 3-458-33210-3